# Theutobocus
Theutobocus est un roi légendaire cimbre dont les prétendus ossements géants retrouvés au XVIIe siècle furent l'objet d'une supercherie. 

## Théobocus, un Cimbre duIIesiècle
Lors de combats contre la guerre des Cimbres, le général romain Marius aurait rencontré battu et tué entre Aix-en-Provence et Marseille un géant du nom de Théobocus ; sa taille était telle qu'elle dépassait « celle du trophée » laissé après sa défaite par Marius. Il est possible qu'il s'agisse du roi Teutobod.

## Les ossements retrouvés en 1613?
Le 11 janvier 1613, des ossements furent retrouvés (dans une sablonnière à environ six mètres de profondeur) non loin de Romans dans le bas Dauphiné. Ils lui furent attribués, car ils auraient été accompagnés de médailles portant le nom de Marius (en fait deux lettres M et A). Le squelette aurait été couché dans un tombeau de briques, avec un chapiteau de pierre grise sur laquelle était gravé : Theutobocus rex. Enfin, les os auraient prouvé une taille de plus de 10 mètres (taille supérieure à celle de l'arc de triomphe d'Orange, alors considéré, à tort, comme le trophée de Marius). Les os furent portés le 20 juillet à Paris, où l’intendant des médailles et antiques du roi fit un récépissé, puis à la Cour où le jeune Louis XIII à Fontainebleau, s'étonna que de tels hommes aient vécu.

## Polémique autour d'une supercherie
Dès la trouvaille, la supercherie fut envisagée. L'affaire fit grand bruit et la possibilité de l'existence historique de géants fut combattue par le chirurgien Jean Riolan, mais soutenue par un autre chirurgien, Nicolas Habicot, tandis que Jacques Guillemeau s'attaquait à la fois à Riolan et à Habicot. Les os, retrouvés en 1832 dans un grenier à Bordeaux, furent considérés par les scientifiques de l'époque et en particulier le zoologiste et anatomiste Henri-Marie Ducrotay de Blainville comme ceux d'un mastodonte des temps antédiluviens. Ducrotay de Blainville explique que « la structure des dents formant une couronne hérissée de plusieurs rangées de tubercules en mamelons, et portée par de véritables racines, ne peut laisser aucun doute sur le genre de mammifères auquel ces ossements ont appartenu : c’était un mastodonte ».
La supercherie aurait été organisée par Mazuyer, chirurgien à Beaurepaire, et par David Bertrand ou Chenevier, notaire, les auteurs de la prétendue découverte. En 1984, le professeur Léonard Ginsburg du Muséum national d'histoire naturelle de Paris montra qu'une dent conservée dans les collections de paléontologie du Muséum et portant la mention « Theutobochus » était en fait celle d'un mastodonte préhistorique, le Dinothère ou Deinotherium, un proboscidien disparu.